# Nicole (nøgenmodel)
|  | Denne artikel omhandler den danske nøgenmodel Nicole. For den tyske sangerinde, se Nicole (sangerinde). |
Nicole (født Sonja Javazi 10. marts 1987 i København) er en dansk nøgenmodel samt professionel stripper.
Hun har deltaget i tv-programmer som 2900 Happiness, Tjenesten, Klovn, og 1-mod-100 og er blevet valgt som årets side 9 pige 2006 i Ekstra Bladet. Hun har en tatovering nederst på maven.

## Filmografi
- Klovn (TV2 Zulu)
- 2900 Happiness (TV3)
- 1 ud af 100 (TV3)
- Tjenesten (DR2)